# Étienne Parent
Pour les articles homonymes, voir Parent.
Étienne Parent (2 mai 1802 - 22 décembre 1874) journaliste, rédacteur, bibliothécaire, avocat, député, fonctionnaire, essayiste et conférencier canadiens-français.

## Biographie
Natif de Beauport, dans l'ancien Bas-Canada, il est issu d'une famille d'agriculteurs. Il est l'aîné des quinze enfants. Consultez sa fiche généalogique.
Il étudie au Séminaire de Nicolet (1814-1819) et au Petit Séminaire de Québec (1819-1821).
Il remplace Augustin-Norbert Morin comme rédacteur du journal Le Canadien jusqu'en 1825. Par la suite, il collabore avec La Gazette de Québec.
Il étudie le droit puis devient membre du barreau en 1829.
Il relance le journal Le Canadien en 1831 avec l'aide de René-Édouard Caron, Jean-Baptiste Fréchette, Elzéar Bédard et Hector-Siméon Huot.
À partir de 1833, il est directeur de la bibliothèque de la Chambre d'assemblée du Bas-Canada.
Il adopte une position modérée face à la stratégie de résistance constitutionnelle de Louis-Joseph Papineau. Il est déclaré « traître à la nation » par le Comité central et permanent de Montréal à l'automne 1837. Sa dénonciation de la répression militaire de John Colborne en 1838 lui vaut d'être emprisonné sous prétexte de « menées séditieuses ». Il passe l'hiver 1838-1839 dans la prison de Québec.
Il est élu représentant du Saguenay en 1841, mais atteint de surdité, il quitte son poste. Par la suite, il publie d'autres articles de journaux et devient membre de l'Institut canadien de Montréal.
Il est nommé sous-secrétaire provincial en 1847 et sous-secrétaire de l'État canadien au moment de sa création en 1867. Il meurt en 1874 à Ottawa.
Sa fille aînée, Joséphine, épouse le poète Antoine Gérin-Lajoie. Une autre, Augustine, épouse l'historien Benjamin Sulte.

## Hommages
- La bibliothèque principale de l'arrondissement Beauport de Québec, où il est né, porte son nom[4].

- Une rue porte son nom depuis 1973 à Beauport.
- Un Parc porte son nom depuis 2016 à Québec, dans l'arrondissement Beauport.

## Chronologie
- 1802 - Le 2 mai, naissance d'Étienne Parent à Beauport, près de Québec.
- 1814 - Jusqu'en 1819, il fait ses études classiques au collège de Nicolet.
- 1819 - Il fait sa rhétorique au séminaire de Québec.
- 1821 - Il quitte le séminaire à la veille des examens.
- 1822 - Il remplace Augustin-Norbert Morin comme rédacteur du journal Le Canadien.
- 1825 - Jusqu'en 1829, il étudie le droit à Québec.
- 1827 - Il est nommé traducteur français adjoint et officier en loi de la chambre d’Assemblée du Bas-Canada.
- 1829 - Le 11 mai, il est admis au barreau.
- 1829 - Le 30 juin, il épouse Marie-Mathilde-Henriette Grenier à Québec.
- 1831 - Le 7 mai, il prend la direction du journal Le Canadien.
- 1833 - Le 30 janvier, il est nommé, premier bibliothécaire en titre de la chambre d’Assemblée. Il est aussi chargé de surveiller l’impression et la correction des Journaux de la chambre d’Assemblée du Bas-Canada.
- 1835 - Il abandonne le poste de bibliothécaire et est nommé, le 19 novembre, greffier en loi de chambre de l’Assemblée du Bas-Canada (aujourd’hui Assemblée nationale du Québec).
- 1838 - Le 26 décembre, il est arrêté pour « menées séditieuses », conséquemment à son arrestation, il perdit son poste greffier.
- 1839 - Le 12 avril, il sort de prison.
- 1841 - Le 6 avril, il est élu député du collège électoral du Saguenay.
- 1842 - Le 14 octobre, il renonce à son mandat de député à cause de sa surdité.
- 1842 - Le 21 octobre, il est nommé Greffier du Conseil exécutif.
- 1846 - Le 22 janvier, à l'Institut canadien de Montréal, il donne la première d'une série de conférences publiques intitulées « L'industrie considérée comme moyen de conserver notre nationalité ».
- 1846 - Le 19 novembre, au même endroit, il donne donne une deuxième conférence intitulée « Importance de l'étude de l'économie politique ».
- 1847 - Il est nommé sous-secrétaire de la province.
- 1847 - Le 23 septembre, il donne une troisième conférence intitulée « Du travail chez l'homme ».
- 1848 - Le 19 février, il donne une quatrième conférence intitulée « Considérations sur notre système d'éducation populaire, sur l'éducation en général, et les moyens législatifs d'y pourvoir ».
- 1848 - Le 17 décembre, cinquième conférence intitulée « Du prêtre et du spiritualisme dans leurs rapports avec la société ».
- 1852 - 15 janvier, à Québec, devant la Société pour la fermeture de bonne heure des magasins, il donne sa sixième conférence qui a pour titre « De l'importance et des devoirs du commerce ».
- 1852 - Le 22 janvier, à l'Institut Canadien de Québec, septième conférence intitulée « De l'intelligence dans ses rapports avec la société » (première partie).
- 1852 - Le 7 février, « De l'intelligence dans ses rapports avec la société » (deuxième partie).
- 1852 - Le 15 avril, à la Chambre de lecture de Saint-Roch à Québec, huitième conférence intitulée « Considérations sur le sort des classes ouvrières ».
- 1867 - Il est nommé sous-secrétaire d'État à la Chambre des communes.
- 1872 - Il prend sa retraite.
- 1874 - Le 22 décembre, Étienne Parent décède dans sa maison d'Ottawa, à l'âge de soixante-douze ans.